# 아이 캔 온리 이매진
《아이 캔 온리 이매진》(영어: I Can Only Imagine)은 2018년 개봉된 미국의 기독교 영화이다. 어윈 형제가 감독을 맡았다. 머시미의 보컬 바트 밀러드의 실화를 바탕으로, 노래 "I Can Only Imagine"의 탄생 배경을 다룬다.

## 출연

### 주연
- J. 마이클 핀리 - 바트 역
- 매들린 캐롤 - 섀넌 역
- 트레이스 에드킨스 - 브리켈 역
- 데니스 퀘이드 - 아서 역

### 조연
- 클로리스 리치먼 - 할머니 역
- 프리실라 C. 샤이어 - 미세스 핀처 역
- 브로디 로즈 - 어린 바트 역
- 제이슨 버키 - 마이크 역
- J.R. 카시아 - 러스티 역
- 타냐 클락 - 아델 역
- 태건 번즈 - 어린 섀넌 역
- 니콜 듀포트 - 에이미 역
- 알렉산더 도밍게즈 - 켄트 역
- 데이빗 노로나 - 빌 역
- 케리 맥코믹 - 간호사 역
- 로다 그리피스 - 에이미 매니저 역

## 기타
- 공동제작: 브렌트 라이언 그린
- 공동제작: 노아 해밀턴
- 미술: 조셉 T. 게리티
- 세트: 클라리사 가르시아-프레스코
- 의상: 애나 레드몬
- 배역: 비버리 홀로웨이

## 같이 보기
- 아이 스틸 빌리브